# Diphyus longimanus
Diphyus longimanus är en stekelart som först beskrevs av Wesmael 1857.  Diphyus longimanus ingår i släktet Diphyus och familjen brokparasitsteklar. Inga underarter finns listade i Catalogue of Life.